# Sesquicillium microsporum
Sesquicillium microsporum är en svampart som först beskrevs av Jaap, och fick sitt nu gällande namn av Veenb.-Rijks & W. Gams 1971. Sesquicillium microsporum ingår i släktet Sesquicillium och familjen Bionectriaceae.   Inga underarter finns listade i Catalogue of Life.